# Atletiek op de Olympische Zomerspelen 2008 - 400 meter mannen

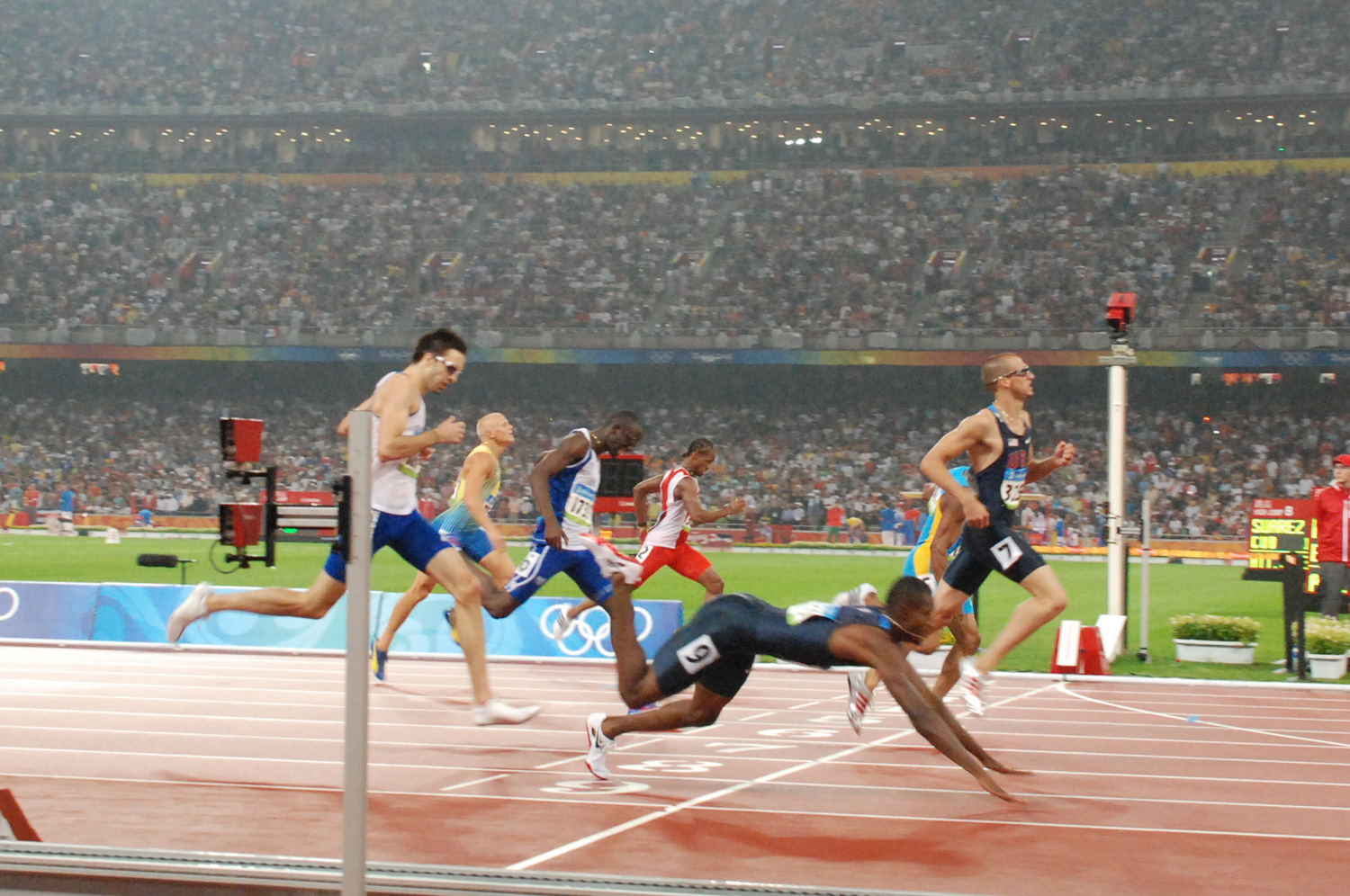
Jeremy Wariner behaalt het zilver, voor een vallende David Neville

De 400 m voor mannen op de Olympische Spelen van 2008 in Peking vond plaats op 18-21 augustus in het Nationale Stadion van Peking.

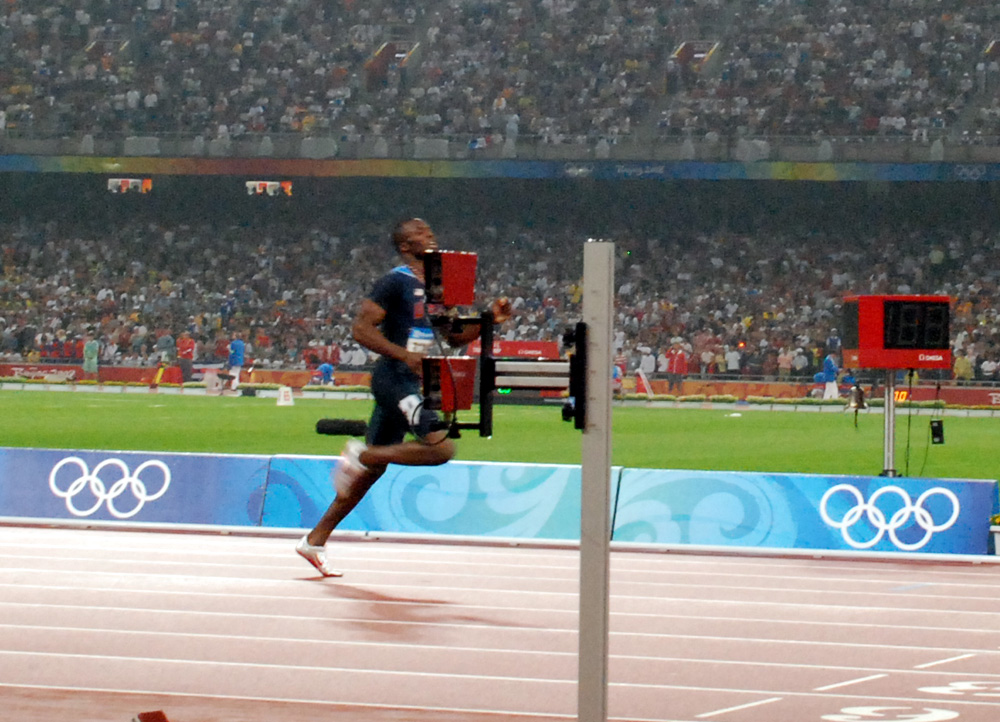
LaShawn Merritt op weg naar de olympische titel

Elk Nationaal Olympisch Comité mag drie atleet afvaardigen die in de kwalificatieperiode (1 januari 2007 tot 23 juli 2008) aan de A-limiet voldeden (45,55). Een NOC mag één atleet afvaardigen, die in dezelfde kwalificatieperiode aan de B-limiet voldeed (45,95).

## Programma
| Ronde         | Datum                 | Tijd (lokaal) | Tijd (NL) |
| ------------- | --------------------- | ------------- | --------- |
| Series        | maandag 18 augustus   | 09:00         | 03:00     |
| Halve finales | dinsdag 19 augustus   | 21:45         | 15:45     |
| Finale        | donderdag 21 augustus | 21:20         | 15:20     |

## Records
Voor dit onderdeel waren het wereldrecord en olympisch record als volgt.
| Wereldrecord     | 43,18 | Michael Johnson | USA | Sevilla | 26 augustus 1999 |
| Olympisch record | 43,49 | Michael Johnson | USA | Atlanta | 29 juli 1996     |

## Uitslagen
De volgende afkortingen worden gebruikt:
- Q Gekwalificeerd op basis van finishpositie
- q Gekwalificeerd op basis van finishtijd
- DNS Niet gestart
- DNF Niet aangekomen
- DSQ Gediskwalificeerd
- PB Persoonlijke besttijd
- SB Beste seizoensprestatie
- NR Nationaal record
- CR Continentaal record

### Series
Heat 1 - 18 augustus 09:00
| Rang | Baan | Atleet                  | Land | Tijd    | Extra | Reactie |
| ---- | ---- | ----------------------- | ---- | ------- | ----- | ------- |
| 1    | 4    | Leslie Djhone           | FRA  | 45,12 Q |       | 0,190   |
| 2    | 5    | David Neville           | USA  | 45,22 Q |       | 0,189   |
| 3    | 6    | William Collazo         | CUB  | 45,37 Q | (SB)  | 0,180   |
| 4    | 8    | Kevin Borlée            | BEL  | 45,43 q |       | 0,149   |
| 5    | 9    | Denis Alekseyev         | RUS  | 45,52   |       | 0,299   |
| 6    | 3    | Young Talkmore Nyongani | ZIM  | 45,89   |       | 0,249   |
| 7    | 7    | Eric Milazar            | MRI  | 46,06   |       | 0,209   |
| 8    | 2    | Gakologelwang Masheto   | BOT  | 46,29   | (SB)  | 0,183   |

Heat 2 - 18 augustus 09:08
| Rang | Baan | Atleet            | Land | Tijd    | Extra | Reactie |
| ---- | ---- | ----------------- | ---- | ------- | ----- | ------- |
| 1    | 6    | Chris Brown       | BAH  | 44,79 Q |       | 0,205   |
| 2    | 7    | Joel Milburn      | AUS  | 44,80 Q | (PB)  | 0,155   |
| 3    | 4    | Johan Wissman     | SWE  | 44,81 Q | (SB)  | 0,229   |
| 4    | 5    | Gary Kikaya       | COD  | 44,89 q | (SB)  | 0,184   |
| 5    | 8    | Sanjay Ayre       | JAM  | 45,66   |       | 0,177   |
| 6    | 9    | Arismendy Peguero | DOM  | 46,28   |       | 0,236   |
| 7    | 3    | Ivano Bucci       | SMR  | 48,54   | (SB)  | 0,209   |
| 8    | 2    | Xiaosheng Liu     | CHN  | 53,11   |       | 0,245   |

Heat 3 - 18 augustus
| Rang | Baan | Atleet                | Land | Tijd    | Extra | Reactie |
| ---- | ---- | --------------------- | ---- | ------- | ----- | ------- |
| 1    | 8    | Nery Brenes           | CRC  | 45,36 Q |       | 0,196   |
| 2    | 3    | James Godday          | NGR  | 45,49 Q |       | 0,200   |
| 3    | 9    | Andretti Bain         | BAH  | 45,96 Q |       | 0,225   |
| 4    | 7    | Niko Verekauta        | FIJ  | 46,32   | (SB)  | 0,161   |
| 5    | 6    | Fernando de Almeida   | BRA  | 46,60   |       | 0,158   |
| 6    | 2    | Lewis Banda           | ZIM  | 46,76   |       | 0,244   |
| 7    | 4    | Vincent Mumo Kiilu    | KEN  | 46,79   |       | 0,212   |
| 8    | 5    | Nagmeldin Ali Abubakr | SUD  | 47,12   |       | 0,247   |

Heat 4 - 18 augustus 09:24
| Rang | Baan | Atleet            | Land | Tijd    | Extra | Reactie |
| ---- | ---- | ----------------- | ---- | ------- | ----- | ------- |
| 1    | 7    | Martyn Rooney     | GBR  | 45,00 Q |       | 0,207   |
| 2    | 8    | Sean Wroe         | AUS  | 45,17 Q | (PB)  | 0,182   |
| 3    | 5    | Ricardo Chambers  | JAM  | 45,22 Q |       | 0,211   |
| 4    | 3    | Erison Hurtault   | DMA  | 46,10   |       | 0,246   |
| 5    | 9    | Andrés Silva      | URU  | 46,34   |       | 0,265   |
| 6    | 2    | Rudolf Götz       | CZE  | 46,38   |       | 0,157   |
| 7    | 6    | Yuzo Kanemaru     | JPN  | 46,39   |       | 0,225   |
|      | 4    | California Molefe | BOT  | DNS     |       |         |

Heat 5 - 18 augustus 09:32
| Rang | Baan | Atleet               | Land | Tijd    | Extra | Reactie |
| ---- | ---- | -------------------- | ---- | ------- | ----- | ------- |
| 1    | 2    | LaShawn Merritt      | USA  | 44,96 Q |       | 0,214   |
| 2    | 7    | Saul Weigopwa        | NGR  | 45,19 Q |       | 0,172   |
| 3    | 8    | Claudio Licciardello | ITA  | 45,25 Q | (PB)  | 0,186   |
| 4    | 3    | Jonathan Borlée      | BEL  | 45,25 q | (PB)  | 0,225   |
| 5    | 6    | Ato Stephens         | TRI  | 45,63   |       | 0,195   |
| 6    | 9    | Alleyne Francique    | GRN  | 46,15   |       | 0,215   |
| 7    | 5    | Yeimer Mosquera      | COL  | 46,59   |       | 0,268   |
| 8    | 4    | Siraj Williams       | LBR  | 47,89   |       | 0,288   |

Heat 6 - 18 augustus 09:40
| Rang | Baan | Atleet            | Land | Tijd    | Extra | Reactie |
| ---- | ---- | ----------------- | ---- | ------- | ----- | ------- |
| 1    | 7    | Andrew Steele     | GBR  | 44,94 Q | (PB)  | 0,248   |
| 2    | 5    | Renny Quow        | TRI  | 45,13 Q |       | 0,266   |
| 3    | 6    | Michael Mathieu   | BAH  | 45,17 Q | (PB)  | 0,193   |
| 4    | 8    | Michael Blackwood | JAM  | 45,56   |       | 0,204   |
| 5    | 2    | Tyler Christopher | CAN  | 45,67   |       | 0,172   |
| 6    | 3    | Joel Phillip      | GRN  | 46,30   |       | 0,198   |
| 7    | 9    | Félix Martínez    | PUR  | 46,46   |       | 0,347   |
| 8    | 4    | Daniel Dąbrowski  | POL  | 47,83   |       | 0,260   |

Heat 7 - 18 augustus 09:48
| Rang | Baan | Atleet                   | Land | Tijd    | Extra | Reactie |
| ---- | ---- | ------------------------ | ---- | ------- | ----- | ------- |
| 1    | 9    | Jeremy Wariner           | USA  | 45,23 Q |       | 0,253   |
| 2    | 6    | Tabarie Henry            | ISV  | 45,36 Q | (NR)  | 0,165   |
| 3    | 2    | Cédric Van Branteghem    | BEL  | 45,54 Q |       | 0,203   |
| 4    | 4    | David Gillick            | IRL  | 45,83   |       | 0,275   |
| 5    | 5    | Maksim Dyldin            | RUS  | 46,03   |       | 0,194   |
| 6    | 3    | Myhaylo Knysh            | UKR  | 46,28   |       | 0,260   |
| 7    | 7    | Mathieu Gnanligo         | BEN  | 47,10   |       | 0,207   |
| 8    | 8    | Naiel Santiago d'Almeida | STP  | 49,08   |       | 0,178   |

### Halve finales
Halve finale 1 - 19 augustus 21:45
| Rang | Baan | Atleet               | Land | Tijd    | Extra | Reactietijd |
| ---- | ---- | -------------------- | ---- | ------- | ----- | ----------- |
| 1    | 6    | Jeremy Wariner       | USA  | 44,15 Q |       | 0,224       |
| 2    | 5    | Chris Brown          | BAH  | 44,59 Q |       | 0,244       |
| 3    | 6    | Kevin Borlée         | BEL  | 44,88   | (NR)  | 0,162       |
| 4    | 7    | Nery Brenes          | CRC  | 44,98   | (NR)  | 0,169       |
| 5    | 4    | Saul Weigopwa        | NGR  | 45,02   | (SB)  | 0,168       |
| 6    | 2    | Williams Collazo     | CUB  | 45,06   | (PB)  | 0,191       |
| 7    | 8    | Tabarie Henry        | ISV  | 45,19   | (NR)  | 0,165       |
| 8    | 2    | Claudio Licciardello | ITA  | 45,64   |       | 0,259       |

Halve finale 2 - 19 augustus 2008 21:52
| Rang | Baan | Atleet           | Land | Tijd    | Extra | Reactietijd |
| ---- | ---- | ---------------- | ---- | ------- | ----- | ----------- |
| 1    | 6    | Leslie Djhone    | FRA  | 44,79 Q | (SB)  | 0,159       |
| 2    | 4    | David Neville    | USA  | 44,91 Q |       | 0,190       |
| 3    | 5    | Joel Milburn     | USA  | 45,06   |       | 0,187       |
| 4    | 9    | Ricardo Chambers | JAM  | 45,09   |       | 0,220       |
| 5    | 3    | Jonathan Borlée  | BEL  | 45,11   | (PB)  | 0,191       |
| 6    | 8    | Godday James     | NIG  | 45,24   |       | 0,185       |
| 7    | 2    | Andretti Bain    | BAH  | 45,52   |       | 0,196       |
| 8    | 7    | Andrew Steele    | GBR  | 45,59   |       | 0,216       |

Halve finale 3 - 19 augustus 2008 21:59
| Rang | Baan | Atleet                | Land | Tijd    | Extra | Reactietijd |
| ---- | ---- | --------------------- | ---- | ------- | ----- | ----------- |
| 1    | 7    | LaShawn Merritt       | USA  | 44,12 Q |       | 0,187       |
| 2    | 6    | Martyn Rooney         | GBR  | 44,60 Q | (PB)  | 0,126       |
| 3    | 8    | Johan Wissman         | SWE  | 44,64 q | (SB)  | 0,211       |
| 4    | 5    | Renny Quow            | TRI  | 44,82 q | (PB)  | 0,204       |
| 5    | 2    | Gary Kikaya           | COD  | 44,94   |       | 0,187       |
| 6    | 9    | Michael Mathieu       | BAH  | 45,56   |       | 0,203       |
| 7    | 4    | Sean Wroe             | AUS  | 45,56   |       | 0,205       |
| 8    | 3    | Cédric Van Branteghem | BEL  | 45,81   |       | 0,199       |

### Finale
| Rang | Baan | Naam            | Land | Resultaat | Reactietijd | Extra |
| ---- | ---- | --------------- | ---- | --------- | ----------- | ----- |
|      | 4    | LaShawn Merritt | USA  | 43,75     | 0,318       | PB    |
|      | 7    | Jeremy Wariner  | USA  | 44,74     | 0,209       |       |
|      | 9    | David Neville   | USA  | 44,80     | 0,293       |       |
| 4    | 5    | Chris Brown     | BAH  | 44,84     | 0,231       |       |
| 5    | 6    | Leslie Djhone   | FRA  | 45,11     | 0,164       |       |
| 6    | 8    | Martyn Rooney   | GBR  | 45,12     | 0,208       |       |
| 7    | 2    | Renny Quow      | TRI  | 45,22     | 0,201       |       |
| 8    | 3    | Johan Wissman   | SWE  | 45,39     | 0,218       |       |